# Pouhtché
Pouhtché (en macédonien Пухче) est un village de l'est de la Macédoine du Nord, situé dans la municipalité de Chtip. Le village comptait 34 habitants en 2002.

## Démographie
Lors du recensement de 2002, le village comptait :
- Macédoniens : 15
- Turcs : 13
- Roms : 1
- Autres : 5